# カルロス・カルボネロ
カルロス・マリオ・カルボネロ・マンシージャ（Carlos Mario Carbonero Mancilla 、1990年7月25日 - ）は、コロンビア・ボゴタ出身のプロサッカー選手。元コロンビア代表。フェロカリル・オエステ所属。ポジションは、ミッドフィールダー。

## 経歴
2011年にコロンビア代表デビュー。2014 FIFAワールドカップでは日本戦に出場した。コロンビア代表として通算5試合に出場した。

## 代表歴

### 出場大会
- コロンビア代表
  - 2014 FIFAワールドカップ

### 試合数
- 国際Aマッチ 5試合 0得点（2011年-2014年）[2]

| コロンビア代表 | 国際Aマッチ | 国際Aマッチ |
| 年             | 出場        | 得点        |
| -------------- | ----------- | ----------- |
| 2011           | 1           | 0           |
| 2012           | 0           | 0           |
| 2013           | 0           | 0           |
| 2014           | 4           | 0           |
| 通算           | 5           | 0           |

## タイトル
アルセナル
- プリメーラ・ディビシオン (1): 2012クラウスーラ
- スーペルコパ・アルヘンティーナ: 2012

リーベル・プレート
- プリメーラ・ディビシオン (1): 2013-2014